# Malungsfors
Malungsfors è un'area urbana della Svezia situata nel comune di Malung-Sälen, contea di Dalarna.
La popolazione rilevata nel censimento 2010 era di 560 abitanti .